# Pulo Cahi
Pulo Cahi is een bestuurslaag in het regentschap Pidie van de provincie Atjeh, Indonesië. Pulo Cahi telt 193 inwoners (volkstelling 2010).